# Gōjū Ryū
El Gōjū Ryū (original: 剛柔流) es un estilo de karate-do fundado en Okinawa por el maestro Chōjun Miyagui. La traducción literal es go ('duro'), ju ('suave') y ryu ('estilo/escuela/fuente'), por lo que el significado es traducido como el estilo de lo duro y lo suave, dado que es una combinación de estos conceptos. En 1933 fue registrado oficialmente con ese nombre en la Dai Nihon Butokukai (Asociación Nacional de Artes Marciales Japonesas).

## Historia
El maestro Kanryo Higaonna (o Higashionna), que ya desde pequeño demostró un gran interés en las artes marciales, viajó a China para aprender el Kung-fu/ Wu-shu. Durante su estancia de 15 años en China fue el mejor alumno del maestro chino Ryuryu Ko. Al regresar a Okinawa enseñó el Kempo chino o Kung-fu y, tras cierto tiempo, al arte del Sensei Higaonna se le denominó "Naha-Te". Hoy se le reconoce como el fundador de este estilo propio del karate de Okinawa.

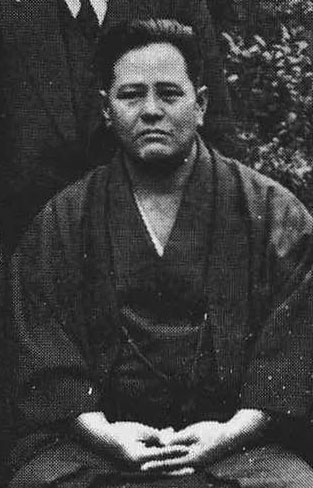
Chōjun Miyagi el fundador del estilo de karate Gōyū-ryū

El alumno más avanzado de Sensei Higaonna fue Chojun Miyagui (Miyagi, en transcripción normal del japonés al inglés), quien se dedicó a profundizar en el Naha-Te, concentrándose en la combinación de los sistemas duros - suaves y externos - internos. Los estilos suaves (internos) se basan en los movimientos circulares y el desarrollo del Ki; los externos son principios duros concentrados en la fuerza física. Por ejemplo en el estilo de Miyagi una defensa o bloqueo puede ser un movimiento suave seguido de un contraataque duro. El maestro Miyagi creía que era importante organizar y unificar el karate de Okinawa a fin de preservarlo y transmitirlo a las generaciones futuras. En 1926 fundó el Club de Investigación de Karate junto con Sensei Chomo Hanashiro, del estilo Shorin-Ryu, el Sensei Choyu Motobu, y el Sensei Kenwa Mabuni creador del estilo Shito-Ryu. Estos maestros enseñaban a los estudiantes alternativamente y enfatizaban en la práctica repetida del kata Sanchin, ayudando a desarrollar no solo la fuerza física, sino también la fortaleza mental y espiritual. Esta asociación se disolvió en 1929.
El maestro Miyagui trabajó en la consolidación del estilo, al tiempo que desarrolló una metodología de entrenamiento y aprendizaje formal de su karate. En 1930 funda oficialmente su escuela. Ese mismo año se celebró en Kioto una convención nacional sobre artes marciales. Sensei Miyagui envió a uno de sus discípulos avanzados, Jin'an Shinsato, como representante de los estilos de Okinawa. Cuando le preguntaron a Jin'An Shinzato por el nombre de su estilo no pudo responder, ya que en aquel tiempo no había necesidad de tener un nombre para cada forma del karate. Sin embargo improvisó y dijo "Hanko-Ryu", que significa "estilo medio duro". A su regreso a Okinawa, le contó lo sucedido al maestro Miyagui. El maestro lo pensó por un tiempo y luego decidió llamar a su arte "Goju-Ryu", que significa "estilo duro y suave". Este nombre está inspirado en los 8 preceptos encontrados en el manual chino de artes marciales llamado Bubishi, donde se lee: 法剛柔呑吐身随時応変 que en japonés se deriva 法剛柔呑吐 o 法は剛柔を呑吐す cuya lectura es Hou ha goujuu o donto su ("Todo en el Universo respira duro y suave" o "El camino abarca tanto la fuerza como la flexibilidad"). 
En 1933 el arte de Sensei Miyagui fue registrado formalmente como karate estilo "Goju-Ryu" ante el Butokukai  (la Asociación nacional de Artes Marciales Japonesas). El Goju-Ryu se convirtió en un estilo formativo de karate, o Karate-Do que se pudo enseñar en las escuelas. La creación de kata básicos nuevos hizo el arte más comprensible al público. En 1940 Sensei Miyagui y Sensei Nagamine (del estilo Matsubayashi-Ryu Shorin-Ryu) crearon en conjunto formas o "kata" propios (los llamados Gekisai-Dai-Ichi (primero) y -Ni (segundo)) para diferenciar mejor al karate okinawense de los "nuevos" estilos japoneses de la época, facilitar la práctica del karate y mejorar la educación física de los jóvenes de la isla de Okinawa, tal y como lo había ya hecho el famoso maestro Yasutsune Itosu en 1905 con los kata Pinan, del Shuri-Te (Heian, en Japón). También, tras haber aprendido en China el kata Rokkishu, Miyagui añadió su variante de este, con el nombre de Tensho, que pone énfasis en lo suave del arte, en contraposición a la dureza del kata Sanchin.

## Características
El karate Goju-Ryu mantiene su marcado origen chino, concretamente en el estilo de Kung fu de la grulla blanca del sur, o Pok Hok Kuen (福建白鶴拳), en la variante de la "grulla que canta", la cual enfatiza varios patrones de respiración, fortalecimiento y desensibilización corporal, golpes a mano abierta, y la lucha a corta distancia, por medio de: golpes, patadas, barridos, atrapes, bloqueos, desvíos, lanzamientos y luxaciones articulares. El estilo está desarrollado para funcionar bien en la distancia media y corta, las cuales son comunes a la gran mayoría de situaciones de la defensa personal real. El estilo se caracteriza por sus posiciones cortas y altas, los golpes de puño directos,uso de codos y rodillazos, una gran variedad de golpes a mano abierta, y los bloqueos circulares. Algunas de las formas o kata (ejecución continua de técnicas preestablecidas como compendio) del estilo Goju- Ryu se ejecutan con lentitud y contracción, para ser ejecutadas posteriormente a velocidad. Se emplea la posición de sanchin o "postura de reloj de arena", "postura del oso" para desarrollar fuerza y estabilidad sin dejar de lado la facilidad de movimiento. 
El cuerpo es puesto a punto de forma exhaustiva y frecuente mediante ejercicios de autocarga, pesas y métodos de fortalecimiento y acondicionamiento tradicionales traídos de China junto a las técnicas de lucha cuerpo a cuerpo, llamados Hojo Undo (métodos de fortalecimiento aplicados a los movimientos de las artes marciales) y Kote Kitae (métodos de insensibilización/endurecimiento de las zonas de golpeo, y bloqueo), asimismo se emplea la metodología de los rompimientos (directos e indirectos) para valorar la correcta tensión momentánea de varios grupos musculares y aplicación de las diferentes técnicas. 
En este estilo es importante resaltar que aunque se  trabaja el "GO" o aspecto duro del arte, también se hace énfasis en el "JU" el cual es todo lo contrario: suave, fluido y rápido con cierta aplicación de fuerza. Por ejemplo, puede hacerse una defensa (bloqueo o desvío de un ataque) de forma suave (ya que algunos ataques no precisan de un gran esfuerzo para ser desviados) para luego encadenar un contrataque rápido y duro.
La filosofía de adaptación del karate Goju-Ryu tiene aplicación tanto en la práctica del arte, como en la vida diaria. Por ejemplo, en las relaciones sociales el uso de la cortesía puede suavizar un trato que de otra forma sería difícil, o en ciertas situaciones puede ser conveniente el adoptar una actitud enérgica y decidida.

## Las varias líneas del karate Gōjū-Ryū
Tanto en Okinawa como en Japón el estilo desembocó en algunas ramificaciones o escuelas importantes (Kai-Ha), derivadas de los principales dojo fundados por los alumnos del fundador. Estas son: Shodokan, del sensei Seiko Higa;  Meibukan, del sensei Meitoku Yagui; Jundokan, del sensei Eiichi Miyazato; Shoreikan, del sensei Seikichi Toguchi; Ryusyokai, del sensei Shigetoshi Senaha; Senbukan, del sensei Kanki Izumigawa;  Ken-Shin-Kan, del sensei Seiichi Akamine; Seibukai, del sensei Kai Kuniyuki, Goju-kai, del sensei Gogen Yamaguchi; Seigokan del sensei Seigo Tada, Jinbukan, del sensei Katsuyoshi Kanei; Taishukai, del sensei Taishu Shirota, Yuishinkan, del sensei Tomoharu Kisaki, Seibukan del sensei Seibun Uchima e IOGKF del Sensei Morio Higaonna.,otras líneas de karatedo Goju Ryu que también se han difundido por el mundo son la Shirenkan,Shintaiki ji, y  Shinyukai,las cuales son la herencia dejada por el sensei Tameyoshi Sakmoto. (Cita del 2019).  

### Presencia en España
En España se encuentran presentes algunas asociaciones de karate Goju-Ryu, bajo la dirección de algunos maestros okinawenses. Así, están presentes las líneas del maestro Miyazato (a través de la asociación OGKK, con el maestro Ryoichi Onaga, afincado en Murcia, como representante para España),la IOGKF de Sensei Morio Higaonna (bajo las enseñanzas del Maestro Luis Nunes) afincado también en Murcia,  del maestro Toguchi (bajo las enseñanzas del maestro Toshio Tamaño (En Madrid, Barcelona, Guipúzcoa y Murcia), la del maestro Yamaguchi (con las enseñanzas del representante de la Goju-kai en España, el maestro Yosuke Yamashita), y del maestro Seiko Higa con el grupo Shodokan de Sevilla - Sensei Miguel Ángel y Tenerife, bajo la dirección general de la Federación Iberoamericana de Goju-Ryu Karate y Kobudo, ligada a Okinawa).

## Kata del estilo Goju-Ryu
Tradicionalmente, la escuela de karate Goju-Ryu posee doce kata (con una variante de Sanchin dai-ni), que aparecen en la siguiente lista, ordenados según la progresión de aprendizaje:
- Sanchin
- (Sanchin dai ni)
- Gekisai dai ichi
- Gekisai dai ni
- Saifa
- Seiyunchin/Seienchin/Seionchin
- Shisoochin
- Sanseru
- Seipai
- Kururunfa
- Seisan
- Suparimpei
- Tensho

Los dos kata Gekisai, así como el kata Tensho (y quizá el kata Sanchin dai ni, practicado por algunas escuelas), fueron creados por Chojun Miyagu. Con respecto al origen del resto de katas, no se conocen detalles de su origen, si bien se cree que todos los demás kata fueron transmitidos a Miyagui por su maestro, Kanryo Higaonna, investigaciones de las últimas décadas ponen esto en duda. No parece haber problemas en admitir que cuatro fueron los katas que enseñó Higaonna: Sanchin, Sanseiru, Seisan y Peichurin/Suparimpei; sin embargo, se desconoce el origen del resto de kata de la escuela. Otros historiadores creen que Seipai y Kururunfa también fueron traídos de China por Higaonna.

### Otros kata
Existen otros katas practicados en algunas escuelas de Goju-Ryu que, tradicionalmente, no estaban incluidos. Estos han sido creados o adaptados de otros estilos de karate  por otros maestros alumnos o contemporáneos al fundador del estilo Goju Ryu, como complementos a la enseñanza. Algunos de estos katas no tradicionales son los siguientes:
- Fukyu Kata ichi (traída del karate de Okinawa estilo matsubayashi Shorin Ryu, creada por el maestro Soshin Nagamine)
- Taikyoku 1- 3 (traídas del karate-Do japonés estilo Shotokan, creadas por el maestro Gichin Funakoshi)
- Gekisai Dai San (creado por Seikichi Toguchi Hanshi para la variante Shoreikan)
- Geki Ha (creado por Seikichi Toguchi Hanshi para la variante Shoreikan)
- Tsuki-no-kata (creado por el Gran Maestro Seigo Tada, más tarde adoptado por el maestro Masutatsu / Masutatsu Ōyama para su estilo el karate Kyokushinkai)
- Uke-no-kata ("Kata del hombre", creado por el Gran Maestro Seigo Tada para la variante Seigokan)
- Gekisai Shodan de Yuishinkan
- Gekisai Nidan de Yuishinkan
- Kobo Shodan de Yuishinkan
- Kobo Nidan de Yuishinkan
- Kobo Sandan de Yuishinkan
- Umpo Yodan de Yuishinkan
- Umpo Shudan de Yuishinkan
- Umpo Gedan de Yuishinkan
- Unsu de Yuishinkan
- Ken Shin Ryu de Ken-Shin-Kan

## Estilos de artes marciales influenciados por el karate Goju-Ryu
- Shito-Ryu
- Kyokushinkai o 'karate a pleno contacto'.
- Isshin-ryū o 'estilo de un solo corazón'.